# 阿科斯坦博區
阿科斯坦博區（西班牙語：Distrito de Acostambo），是秘魯的一個區，位於該國中南部萬卡韋利卡大區的塔亞卡哈省，始建於1912年1月8日，面積168.06平方公里，海拔高度3,600米，2005年人口5,072，人口密度每平方公里30人。